# Ngựa Jeju
Ngựa Jeju (tiếng Hàn: 제주마, Jejuma: Tế Châu mã) là một giống ngựa có nguồn gốc từ Hàn Quốc. Đây là giống vật nuôi bản địa của tỉnh ở phía Nam Hàn Quốc đặc biệt là đảo Jeju của Hàn Quốc. Hiện nay chúng được xem là giống vật nuôi có nguy cơ mai một và đang được Chính phủ Hàn Quốc bảo tồn.

## Đặc điểm
Những con ngựa Jeju có tầm vóc khá nhỏ với chiều cao chỉ khoảng 112 cm cho thấy chúng chịu ảnh hưởng di truyền từ giống ngựa Ả Rập thuần chủng và giống ngựa Mông Cổ. Giống ngựa này có cái đầu khá đẹp với đôi mắt to, đôi tai nhỏ, một đường mũi thẳng, chúng có cổ ngắn và có cơ bắp tốt, vai thẳng, phần lưng thẳng, ngắn dốc nhẹ, phần gốc đuôi cao, các chi nổi gân guốc rõ rệt. Đây là một giống ngựa đa dạng về màu lông đến nỗi chúng có tên gọi theo từng dòng được xác định tùy thuộc vào màu lông của chúng. Nhìn chung màu sắc chủ đạo của chúng là xám, nâu, lông cáo, và đen là những màu lông trội.
Ngựa Jeju trưởng thành tốt trong điều kiện khắc nghiệt do sức khỏe và thể lực của chúng, với sức chịu đựng khi nhiệt độ thấp, chúng đã được tự thích nghi với nghịch cảnh mà không cần chăn dắt hoặc phải chịu nhốt trong chuồng ngựa. Những con ngựa Jeju từng được coi là có nguy cơ tuyệt chủng. Sau giai đoạn công nghiệp hoá của Hàn Quốc vào những năm 1960, những con ngựa Jeju trở nên không thực dụng trong nông nghiệp với sự phân bố máy móc nông nghiệp mới qua quá trình cơ giới hóa cùng những phát triển trong phương tiện vận chuyển. Đáp lại, Chính phủ Hàn Quốc đã chỉ định con ngựa Jeju như một phương pháp để bảo tồn và quản lý khoảng 150 con ngựa Jeju còn lại là tài sản văn hóa do nhà nước chỉ định. 